# بليفنا (ميزوري)
بليفنا (بالإنجليزية: Plevna)‏ هي إحدى المجتمعات الفردية (غير مصنفة) في ولاية ميزوري في الولايات المتحدة الأمريكية.